# Wilbur Burroughs
Wilbur Gordon Burroughs, Sr. (Edwardsville, Illinois, 1884. június 13. – Granite City, Illinois, 1960. augusztus 6.) amerikai olimpikon atléta, kötélhúzó.
Az 1908. évi nyári olimpiai játékokon indult kötélhúzásban. Rajtuk kívül még három brit rendőrségi és egy svéd válogatott indult. A negyeddöntőben a brit liverpooli rendőr csapattól kaptak ki és így végert ért számukra a küzdelem.
Három atlétikai dobószámban is indult: súlylökésben, diszkoszvetésben és antik stílusú diszkoszvetésben. Egyikben sem nyert érmet.